# Miotacz ognia TPO-50

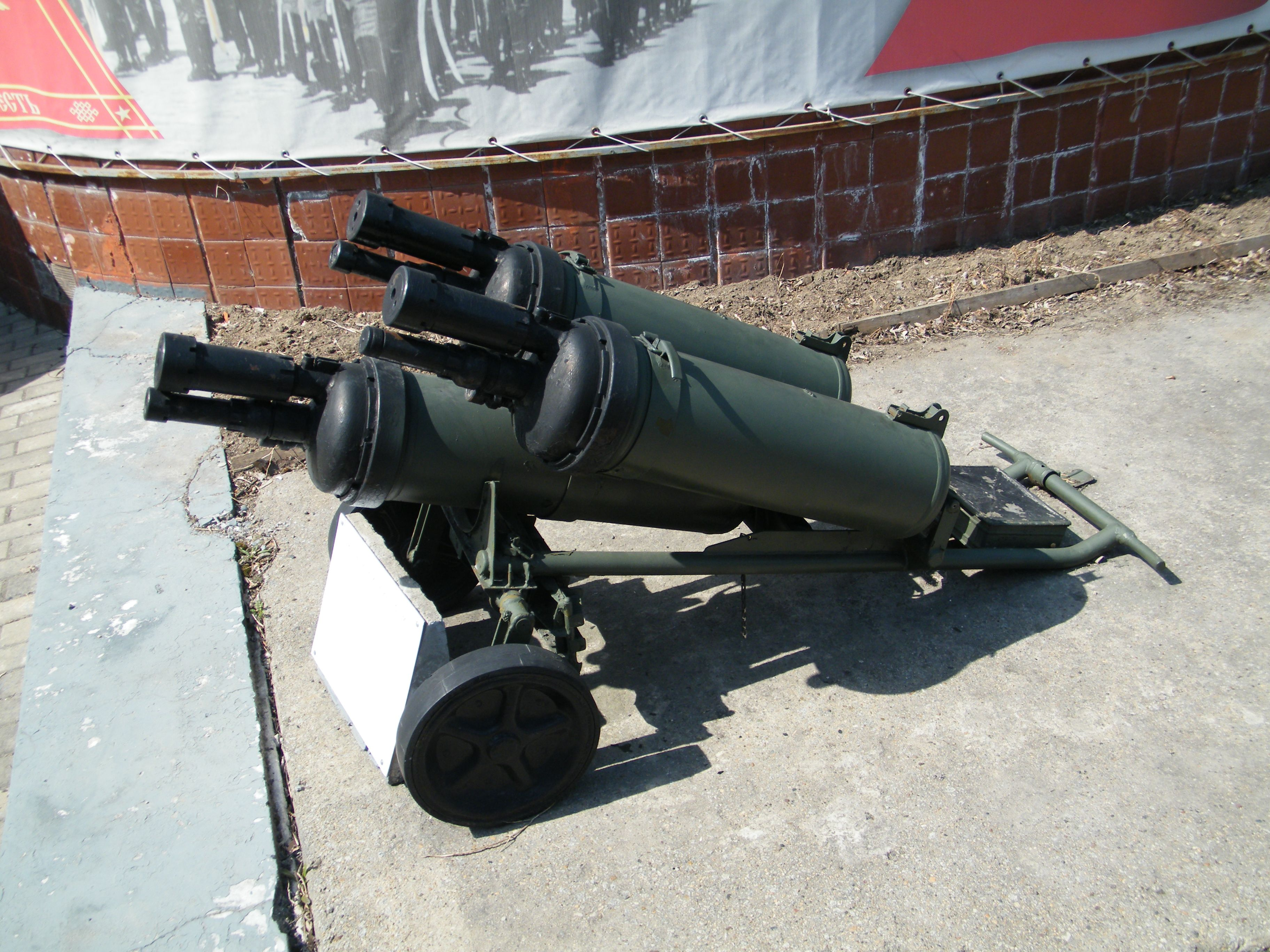
TPO-50

Miotacz ognia TPO-50 – radziecka broń służącą do walki na bliską odległość i przeznaczona do rażenia strumieniem ognia czołgów i siły żywej nieprzyjaciela.  Znajdował się także na wyposażeniu ludowego Wojska Polskiego.

## Charakterystyka
Miotacz ognia TPO-50 był ciężkim miotaczem tłokowym o zapłonie mechanicznym lub elektrycznym. Składał się z trzech wymiennych luf i podstawy. Miotanie można było wykonać z podstawy miotacza lub z poszczególnych luf, wcześniej okopanych i umocowanych. Miotacze TPO-50 pozostawały na wyposażeniu Wojska Polskiego od końca lat 50. XX w., kiedy to zastąpiły miotacze FOG-2, do 1964, czyli do czasu przeformowania 2 batalionu miotaczy ognia i zadymiania w batalion zabiegów specjalnych i rozpoznania skażeń.
Dane taktyczno-techniczne
- maksymalna odległość strzelania – 180 do 200 metrów.
- pojemność lufy – 63 dm³
- masa miotacza (z podstawą) – 164,4 kg.